# 閉環反応
閉環反応（へいかんはんのう、英: ring closure reaction）は、化学反応の一つであり、3原子以上持つ分子内もしくは分子間で複数の結合によって環 (ring) が形成されるときの反応を指す。環形成反応（かんけいせいはんのう、英: Ring forming reaction）とも呼ぶ。これに対し、環を開く反応を開環反応（英: ring-opening reactions）と称する。
環を形成する分子の両端の官能基同士が反応し、結合を形成することにより生ずる。
反応の起こりやすさは、反応基の反応性に影響されるだけでなく、形成される分子の構造にも大きく影響をうける。
つまり、形成された環構造を持つ分子として5員環、6員環がエネルギー的に安定で、このような分子を形成出来る位置に反応基が存在すると反応は進行しやすくなる。一方、3員環、4員環構造は不安定であり、形成するためには反応基の反応性に加えてさらにより大きなエネルギーを必要とする。
あるπ電子系に対して、別のπ電子系が付加反応を起こして環を形成する化学反応は環化付加反応と呼ぶ。

## 閉環反応の例
- 閉環メタセシス
- ナザロフ環化
- ルジチカ大員環合成
- ディークマン縮合
- ソープ・インゴールド効果